# Fundão, Bồ Đào Nha
Fundão là một huyện thuộc tỉnh Castelo Branco, Bồ Đào Nha. Huyện này có diện tích 700 km², dân số thời điểm năm 2001 là 31482 người.